# Zameioscirpus atacamensis
Zameioscirpus atacamensis är en halvgräsart som först beskrevs av Rodolfo Amando Philippi, och fick sitt nu gällande namn av Dhooge och Paul Goetghebeur. Zameioscirpus atacamensis ingår i släktet Zameioscirpus och familjen halvgräs. Inga underarter finns listade i Catalogue of Life.